# Peligros
Peligros é um município da Espanha na província de Granada, comunidade autónoma da Andaluzia, de área 9 km² com população de 10597 habitantes (2007) e densidade populacional de 948,76 hab/km².

## Demografia
| Variação demográfica do município entre 1991 e 2004 | Variação demográfica do município entre 1991 e 2004 | Variação demográfica do município entre 1991 e 2004 | Variação demográfica do município entre 1991 e 2004 |
| --------------------------------------------------- | --------------------------------------------------- | --------------------------------------------------- | --------------------------------------------------- |
| 1991                                                | 1996                                                | 2001                                                | 2004                                                |
| 6269                                                | 6983                                                | 8439                                                | 9573                                                |